# VERB
『VERB』（ヴァーブ）は日本のロックバンド、GLAYの38枚目のシングル。2008年6月11日に発売された。

## 解説
- 「Ashes.EP」から約半年ぶりのシングルである。
- DVD付の初回限定盤とCDのみの通常盤が同時発売。
- 「鼓動」以来、2作ぶりの通算23作目の首位を獲得。
- 初動売上は「Ashes.EP」より約2万枚アップした。

## 収録曲

### 初回限定盤

#### CD-SIDE
1. VERB
  - 作詞・作曲：TAKURO / 編曲：GLAY & 佐久間正英

『音楽戦士 MUSIC FIGHTER』オープニングテーマ。
2. -VENUS
  - 作詞・作曲：TAKURO / 編曲：GLAY & 佐久間正英

デジタルシングル「STARLESS NIGHT／-VENUS／SORRY LOVE (HIGHCOMMUNICATIONS 2007-2008 Live Ver.)」として配信された楽曲。
3. WITH OR WITHOUT YOU
アイルランド出身のロックバンド、U2の「WITH OR WITHOUT YOU」のカバー。

#### DVD-SIDE
1. STARLESS NIGHT FROM GLAY HIGHCOMMUNICATIONS TOUR 2007-2008
2. VERB Music Video

### 通常盤
1. VERB
2. STARLESS NIGHT
  - 作詞・作曲：TAKURO / 編曲：GLAY & 佐久間正英

デジタルシングル「STARLESS NIGHT／-VENUS／SORRY LOVE (HIGHCOMMUNICATIONS 2007-2008 Live Ver.)」として配信された楽曲。
3. WITH OR WITHOUT YOU

## 収録アルバム
VERB
- THE GREAT VACATION VOL.1 〜SUPER BEST OF GLAY〜
- REVIEW Ⅱ -BEST OF GLAY-(スタジオライブバージョン)

STARLESS NIGHT
- rare collectives vol.4

-VENUS
- rare collectives vol.4

WITH OR WITHOUT YOU
- rare collectives vol.4